# Ingrandes, Vienne

Ingrandes este o comună în departamentul Vienne, Franța. În 2009 avea o populație de 1,784 de locuitori.